# Srbce (Luže)

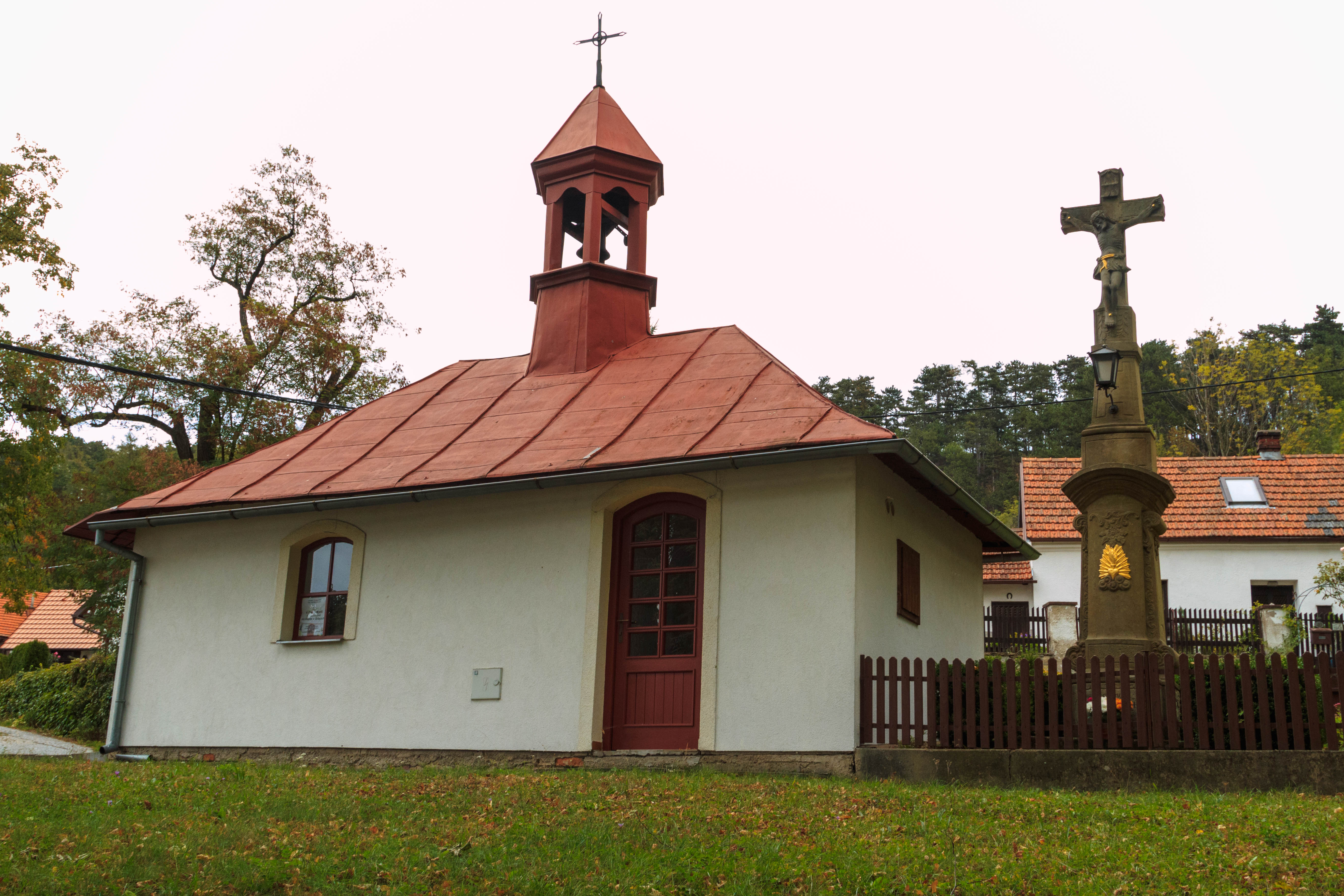
Kapelle Mariä Rosenkranz und Kreuz

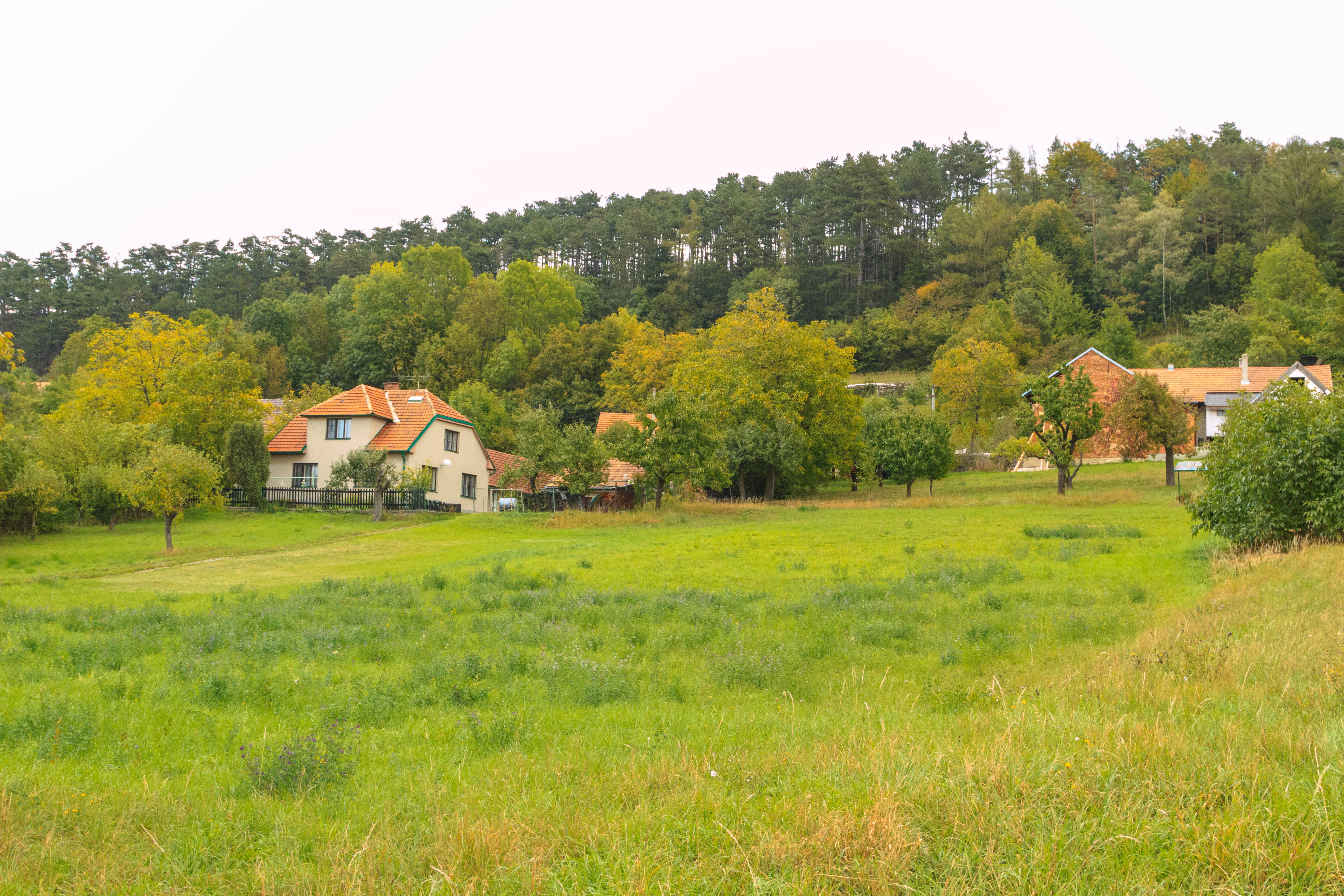
Ortsansicht

Srbce (deutsch Srbetz, 1939–45 Sorbitz) ist ein Ortsteil der Stadt Luže in Tschechien. Er liegt drei Kilometer nordöstlich von Luže und gehört zum Okres Chrudim.

## Geographie
Srbce befindet sich am Hang unterhalb des Poklona-Plateaus in der Novohradská stupňovina (Neuschlosser Stufenland). Im Osten erhebt sich die Kusá hora (416 m n.m.). Westlich des Dorfes verläuft die Staatsstraße II/305 zwischen Luže und Stradouň. 
Nachbarorte sind Štěnec im Norden, Popovec und Domoradice im Nordosten, Pěšice im Osten, Řepníky im Südosten, Domanice und Košumberk im Süden, Luže und Voletice im Südwesten, Lozice im Westen sowie Jenišovice im Nordwesten.

## Geschichte
Archäologische Funde belegen, dass auf dem Sporn oberhalb des Dorfes eine befestigte Siedlung gestanden war.
Die erste schriftliche Erwähnung von Srbce erfolgte im Jahre 1354. Zwischen 1415 und 1450 gehörte das Dorf zu den Gütern der Vladiken Brázda auf Domanice. Nach dem Erlöschen der Feste Domanice wurde Srbec der Burg Koschumberg untertänig.
Im Jahre 1835 bestand das im Chrudimer Kreis gelegene Dorf Srbetz aus 35 Häusern, in denen 188 Personen lebten. Im Ort gab es ein Wirtshaus. Pfarrort war Lusche. Bis zur Mitte des 19. Jahrhunderts blieb Srbetz dem Gut Koschumberg untertänig.
Nach der Aufhebung der Patrimonialherrschaften bildete Srbce ab 1849 einen Ortsteil der Gemeinde Voletice im Gerichtsbezirk Hohenmauth. Ende der 1850er Jahre löste sich Srbce von Voletice los und bildete eine eigene Gemeinde. Ab 1868 gehörte die Gemeinde zum politischen Bezirk Hohenmauth. 1869 hatte Srbce 218 Einwohner und bestand aus 45 Häusern. Zu dieser Zeit war das Dorf ausschließlich landwirtschaftlich geprägt, Handwerker waren nicht ansässig.
1880 erreichte das Dorf mit 225 Einwohnern die höchste Bevölkerungszahl in seiner Geschichte. Im Jahre 1900 lebten in Srbce 221 Personen, 1910 waren es 210. Die Freiwillige Feuerwehr wurde 1924 gegründet. 1930 hatte das Dorf 207 Einwohner. 
Seit 1961 gehört die Gemeinde zum Okres Chrudim. Am 30. April 1976 wurde Srbce nach Luže eingemeindet. Beim Zensus von 2001 lebten in den 39 Häusern von Srbce 64 Personen.

## Ortsgliederung
Der Ortsteil Srbce bildet den Katastralbezirk Srbce u Luže.

## Sehenswürdigkeiten
- Sandsteinkreuz im Ortszentrum, geschaffen 1821
- Kapelle Mariä Rosenkranz, errichtet in der Mitte des 19. Jahrhunderts. Mitte der 1920er Jahre durch den Anbau des Spritzenhauses stark vergrößert. Nach 2000 wurde die Kapelle renoviert; das zuletzt als Lagerraum genutzte Spritzenhaus wurde zum geistlichen Dorfzentrum umgebaut und 2002 geweiht.
- Historische Marksteine der Herrschaft Chraustowitz mit Koschumberg am Feldweg nach Řepníky; die zu Beginn des 19. Jahrhunderts gesetzten Granitsteine tragen die eingehauene Markierung TT (Thurn und Taxis).
- Naturdenkmal Kusá hora, östlich des Dorfes